# Палуцца
Палуцца (итал. Paluzza, фриул. Paluce) — коммуна в Италии, в регионе Фриули-Венеция-Джулия, в провинции Удине.
Население составляет 2465 человек (2008 г.), плотность населения — 38 чел./км². Занимает площадь 70 км². Почтовый индекс — 33026. Телефонный код — 0433.
Покровителем коммуны почитается святой пророк Даниил, празднование 21 июля.

## Демография
Динамика населения:

## Администрация коммуны
- Официальный сайт: